# Приключения Мортадело и Филемона
«Приключения Мортадело и Филемона» (исп. La gran aventura de Mortadelo y Filemón) — испанский фильм 2003 года режиссёра Хавьера Фессера, снятый по мотивам  комиксов «Мортадело и Филемон» Франсиско Ибаньеса.
Фильм стал одним из самых кассовых в истории испанского кинематографа и вышел в прокат в девяти странах (Россия, Германия, Италия, Чехия, Словакия, Греция, Австрия, Португалия, Польша), но такого же коммерческого успеха за пределами Испании фильму добиться не удалось.. Планировалось так же выпустить фильм в США, но из-за дороговизны проекта от этой идеи отказались.
По словам Хавьера Фессера, идея фильма возникла у него после того, как ему приснились персонажи комикса. И в 2000 году, вместе со своим братом Гильермо Фессером, начал писать сценарий. Съемки длились в общей сложности два года, и ещё полгода понадобилось на создание спецэффектов, за которые лента получила несколько наград.

## Сюжет
Профессор Бактерио в своей супер секретной лаборатории в штабе С.Р.У. (Секретном Разведывательном Управлении) изобретает прибор под названием Д.Д.В. (Деморализатор для войск), который способен усмирять армии. Вместе с руководителем С.Р.У. — Суперинтендантом Висенте, они испытывают прибор на разозленных легионерах. Испытание прошло удачно, но вместе с легионерами деморализованными оказались все охранники С.Р.У. В это время на территорию управления без сопротивления проник вор по имени Надюшко, сделав это через подземные туннели, которые должны были охранять агенты Мортадело и Филемон, спавшие в это время у себя дома. Надюшко удалось похитить Д.Д.В. вместе с ещё одним изобретением — генератором погоды, после чего он по телефону предложил продать Д.Д.В. Тирану Калимеро, правителю вымышленной страны — «Республика Тирания», которого мировое сообщество обвиняет в произволе и поддержке собственных строительных компаний. Калимеро мечтал захватить Англию, снести Букингемский дворец и построить на его месте социальное жилье. Тиран принял предложение Надюшко и приказал привести прибор к границе Тирании.
Суперинтендант Висенте дает задание вернуть Д.Д.В. суперагенту Фреди Масасу, а Мортадело и Филемону — вывести оставшиеся изобретения Бактерио в безопасное место. В случайно подслушанном разговоре двух хулиганов, Мортадело и Филемон узнают, что в похищении Д.Д.В. подозревают боксера Гиганта Микки, который отбывает срок за это преступление в тюрьме. Они решают проникнуть в тюрьму, для чего ударяют по голове полицейского и попадают в одну камеру с Микки, но в дальнейшем выяснилось, что Д.Д.В. он не похищал.
В это время Фреди Масас приехал в Тиранию вслед за Надюшко, но их задержал пограничник, выкинув Д.Д.В. в колодец. Надюшко пришлось выдать за Д.Д.В. генератор погоды и передать его Тирану. Фреди Масас входит в доверие к Тирану и узнает, что тот хочет выйти на пенсию и ищет себе приемника, а также узнает о возможном внебрачном сыне, у которого, как и у него самого, шесть пальцев на ноге. Масас передает эту информацию в С.Р.У., и Суперинтендант Висенте решает выдать Мортадело за сына Калимеро, и посылает его вместе с Филемоном и Офелией, в помощь Масасу. Масас, узнав об огромном богатстве Тирана, сам захотел выдать себя за его сына, избавившись от агентов. В драке у себя во дворце Тиран тяжело ранил Филемона выстрелом из гарпуна, но Мортадело исцеляет его, дав воды из кубка, который вследствие оказался Святым Граалем. Тиран замечает шесть пальцев на ноге у Филемона, и понимает что именно он является его сыном. Тиран отрекается от трона, а Мортадело с Филемоном возвращаются назад в С.Р.У. и привозят Висенте Святой Грааль.

## В ролях

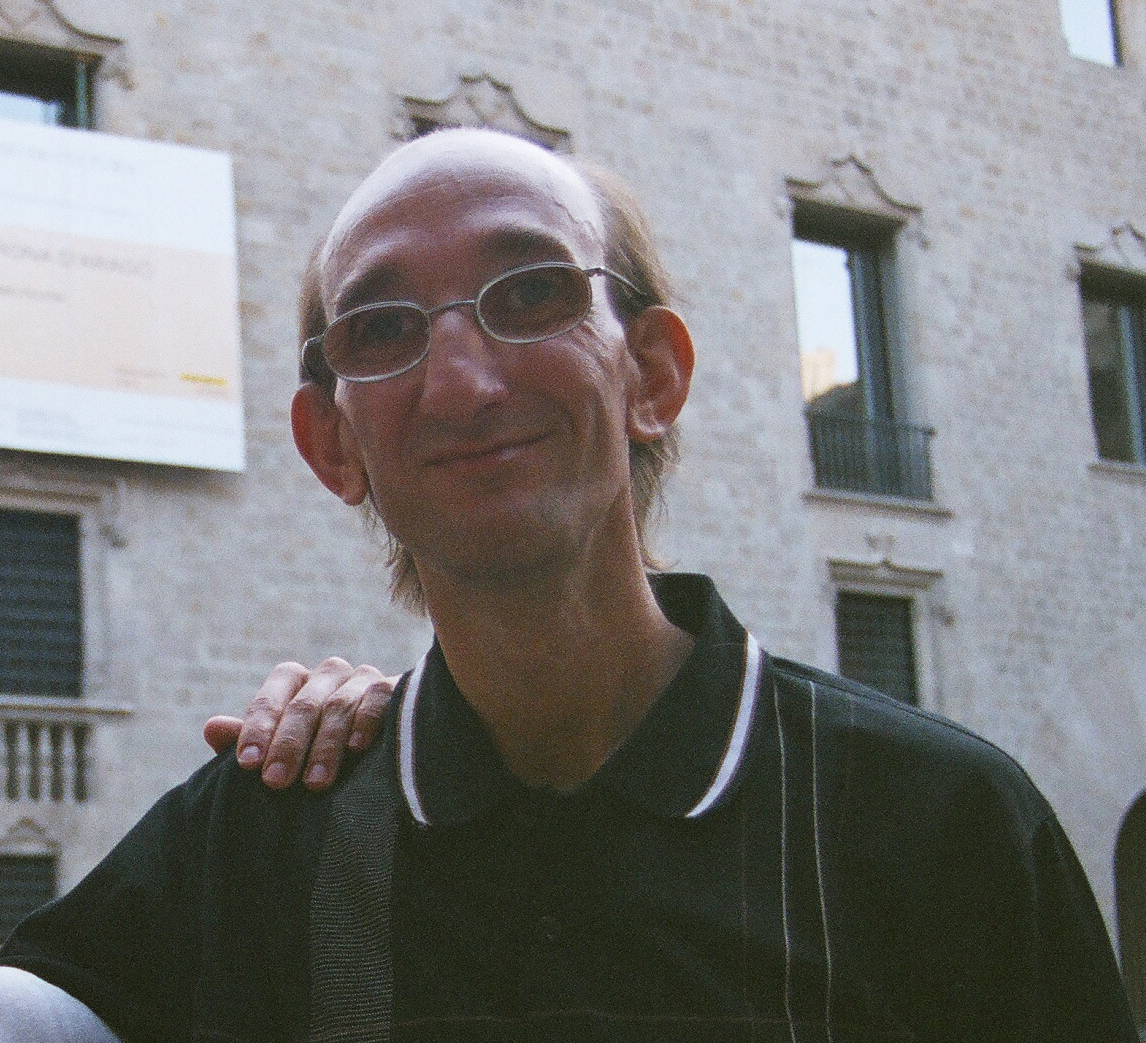
Бенито Посино, сыгравший роль Мортадело.

| Актёр             | Роль                             |
| ----------------- | -------------------------------- |
| Пепе Виюэла       | Филемон                          |
| Бенито Посино     | Мортадело                        |
| Берта Охеа        | Офелия                           |
| Доминик Пинон     | Фреди Масас                      |
| Пако Сагарсасу    | Тиран ("Калимеро")               |
| Мариано Венансио  | Суперинтендант Висенте ("Супер") |
| Джанфри Топера    | Профессор Бактерио               |
| Эмилио Гавира     | Ромпетехо                        |
| Мария Исберт      | мать Филимона                    |
| Януш Зимняк       | Надюшко                          |
| Хавьер Аллер      | Гигант Микки                     |
| Андрес Гасч       | убийца Элтон                     |
| Хосе Мануэль Мойя | Данино                           |
| Эдуардо Гомес     | Корнехо                          |
| Пабло Пинедо      | Фредерико                        |
| Луис Сихес        | инженер                          |
| Пако Идальго      | палач Патото                     |

## Герои
- Бенито Посино, сыгравший роль Мортадело, был непрофессиональным актёром, снимавшийся до этого лишь в эпизодах, где требовалась его нестандартная внешность. Когда он работал на почте, его коллеги услышали о наборе актёров на фильм, и предложили Посино пойти, тем более что у него было поразительное сходство с героем комикса, из-за чего Посино называли «Мортадело» ещё со школы[7]. Бенито Посино так и не послал резюме, но Хавьер Фессер случайно увидел его фотографию в другом образе и сам пригласил на роль
- Януш Зимняк, поляк по происхождению, ещё один непрофессиональный актёр, которого выбрали на роль Надюшко совершенно случайно. Фессер познакомился с ним на съемках фильма «Чудо сеньора Тинто», где Зимняк был механиком, и впоследствии в этом же фильме сыграл одну из ролей.[8]
- Луис Сихес, известный испанский актёр, сыграл в фильме небольшую роль инженера установки по запуску цементных шаров Тирана. Сихес не дожил до премьеры, таким образом это стала его последняя роль в кино.

## Съемки
- Основные съемки фильма осуществлялись в павильонах. Сцену, где Тиран обращается к народу с балкона снимали в Университете города Хихон. Съемки возле дома «13 Rue del Percebe» проходили в Валенсии[9], там-же был снят парад в честь возвращения Мортадело и Филимона в конце фильма, где в массовке участвовали сами жители города. Некоторые сцены были сняты в Мадриде[10].
- Съемки фильма проходили в условиях секретности, проход журналистам на съемочную площадку был строго запрещен.[11]

## Критика
Несмотря на коммерческий успех фильма, мнения о нём разделились. Так Федерико Марин Беллон, журналист газеты ABC, поставил фильму только два балла из пяти. Он отметил хорошие визуальные эффекты, хороший подбор актёров и воссоздание персонажей на экране, но слабый сценарий по его мнению испортил все. Хоакин Фернандес в свою очередь отметил, что хоть авторам фильма и не удалось в полной мере передать дух вселенной Ибаньеса, но все равно картина будет отличной альтернативой монотонному испанскому кинематографу.
Критик в немецкой газете «Stuttgarter Zeitung» написал, что авторы слишком перестарались с политической сатирой, вследствие чего веселая комедия местами превращается в глупость.

## Награды

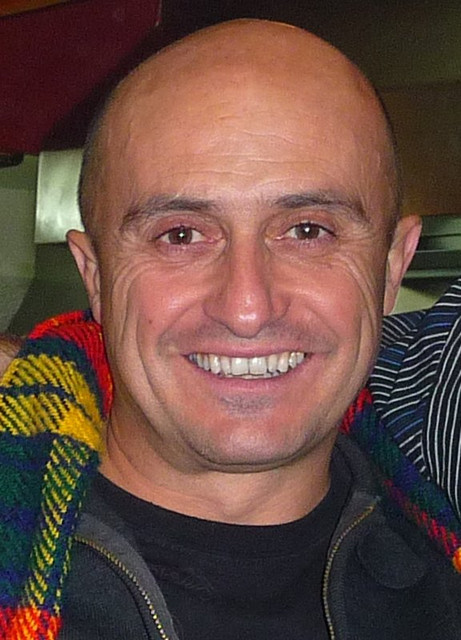
Пепе Виюэла, сыгравший роль Филемона.

Фильм был номинирован на различные премии десять раз, и взял в итоге семь наград.
| Премия                                       | Категория                        | Номинанты                                              | Результат  |
| -------------------------------------------- | -------------------------------- | ------------------------------------------------------ | ---------- |
| XVIII церемония вручения премии «Гойя»       | Лучший монтаж                    | Иван Аледо                                             | Победитель |
| XVIII церемония вручения премии «Гойя»       | Лучшая работа художника          | Сесар Макаррон                                         | Победитель |
| XVIII церемония вручения премии «Гойя»       | Лучший продюсер                  | Марина Ортиз Луис Мансо                                | Победитель |
| XVIII церемония вручения премии «Гойя»       | Лучшие спецэффекты               | Рауль Романильос Пау Коста Хулио Наварро Феликс Вергес | Победитель |
| XVIII церемония вручения премии «Гойя»       | Лучшие костюмы                   | Татьяна Эрнандес                                       | Номинация  |
| XVIII церемония вручения премии «Гойя»       | Лучший грим                      | Хосе Антонио Санчес Пакита Нунес                       | Победитель |
| XIII церемония вручения премии Союза Актёров | Лучшая актриса второго плана     | Берта Охеа                                             | Номинация  |
| Godoy Award 2003                             | Худшая актриса второго плана     | Берта Охеа                                             | Номинация  |
| Turia Award 2004                             | «Яйцо Колумба»                   | Бенито Посино                                          | Победитель |
| Expocine Award 2004                          | «Самый кассовый фильм 2003 года» | «Самый кассовый фильм 2003 года»                       | Победитель |